# RAC 124
Rac 124 era il nome di una bevanda stimolante, creata dalla RAC Foundation e dai produttori della Sprite e venduta in lattine da 250 ml nei garage e nei centri commerciali agli inizi del 2000.
Aveva un leggero gusto di pesca.
Era progettata per fornire una carica e far scomparire la stanchezza per 15-30 minuti e doveva aiutare i guidatori a tornare a casa quando si sentivano stanchi e per questo a rischio incidenti.